# La Perfection du tir
La Perfection du tir est le premier roman de Mathias Énard, publié en mai 2003 aux éditions Actes Sud.

## Synopsis
Il cale son souffle, fait corps avec la crosse, presse -lentement- la détente. Et les ombres humaines s’effondrent sans bruit dans la mire de sa lunette. 
Une plongée perturbante, écrite à la première personne, dans la psyché d’un jeune sniper, durant une guerre civile : « Je ne savais plus si j'étais celui qui tirait ou celui sur lequel on tirait. »

## Prix et distinctions
- Prix des cinq continents de la francophonie 2004
- Prix Edmée-de-La-Rochefoucauld 2004
- Sélectionné au Festival du premier roman 2004[2].

## Analyse
Le pays en guerre n'est pas évoqué, mais il pourrait s'agir du Liban et sa guerre civile.

## Éditions
- La Perfection du tir, éditions Actes Sud, mai 2003  (ISBN 2-7427-4412-6)
- La Perfection du tir, éditions Actes Sud, coll. « Babel », no 903, août 2008  (ISBN 978-2-7427-7691-7)